# Cenadul Unguresc, Csongrád
Cenadul Unguresc (în maghiară Magyarcsanád) este un sat în districtul Makó, județul Csongrád, Ungaria, având o populație de 1.492 de locuitori (2011). 

## Demografie
Componența etnică a satului Cenadul Unguresc
     Maghiari (71,23%)
     Romi (13,48%)
     Români (12,38%)
     Sârbi (1,56%)
     Necunoscut (0,42%)
     Alții (0,94%)
Componența confesională a satului Cenadul Unguresc
     Romano-catolici (43,3%)
     Fără religie (17,49%)
     Ortodocși (14,68%)
     Reformați (6,57%)
     Greco-catolici (1,47%)
     Necunoscută (15,88%)
     Alte religii (2,48%)
Conform recensământului din 2011, satul Cenadul Unguresc avea 1.492 de locuitori. Din punct de vedere etnic, majoritatea locuitorilor (71,23%) erau maghiari, existând și minorități de romi (13,48%), români (12,38%) și sârbi (1,56%). Apartenența etnică nu este cunoscută în cazul a 0,42% din locuitori. Nu există o religie majoritară, locuitorii fiind romano-catolici (43,3%), persoane fără religie (17,49%), ortodocși (14,68%), reformați (6,57%) și greco-catolici (1,47%). Pentru 15,88% din locuitori nu este cunoscută apartenența confesională.

În anul 1881 la Cenadul Unguresc locuiau 2777 de persoane, dintre care 1509 români, 645 sârbi, 360 maghiari, 63 germani și 200 din alte etnii. Din punct de vedere religios, 2334 erau ortodocși, 196 reformați, 171 romano-catolici, 47 mozaici și 29 din alte religii.

## Imagini

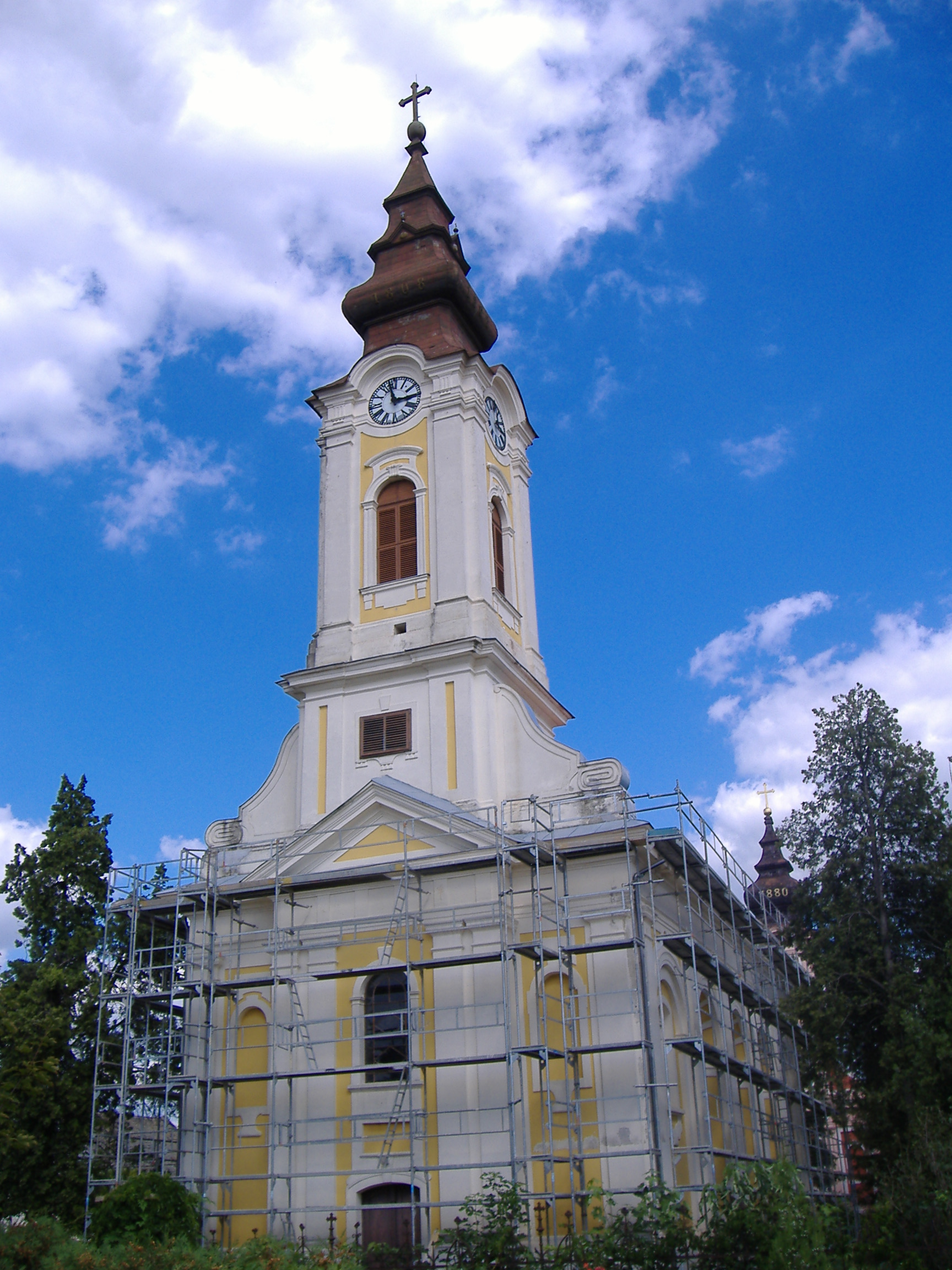
Biserica ortodoxă română din Cenadul Unguresc